# Кейт (фільм)
«Кейт» (англ. Kate) — американський бойовик 2021 року французького режисера Седрика Ніколя-Трояна.

## Короткий сюжет
У фільмі розповідається про молоду дівчину Кейт, найману вбивцю, яка хоче відійти від справ після останнього завдання, у ході якого вона вбила чоловіка на очах його доньки. Вона востаннє отримує завдання, під час виконання якого виявляє, що її отруїли і жити їй залишилися лічені години. Кейт з останніх сил стає на кривавий шлях пошуку замовника свого отруєння.

## Ролі виконували
- Мері Елізабет Вінстед — Кейт
- Міку Мартіно — Ані
- Вуді Гаррельсон — Варрік
- Асано Таданобу — Ренджі
- Дзюн Кунімура — Кіджима
- Міхіль Хаусман — Стівен
- Band-Maid — Band-Maid

## Критика
Фільм отримав змішані відгуки. Rotten Tomatoes дав оцінку 45% на основі 92 відгуків від критиків і 50% від більш ніж 500 глядачів. Відзначаючи хорошу гру виконавиці головної ролі Мері Елізабет Вінстед, візуальні ефекти та бойову хореографію, творцям фільму дорікали за неоригінальний сюжет, відомі з інших фільмів сюжетні ходи та наперед відомий кінець. Дуже багато порівнянь не на користь фільму «Кейт» було з такими фільмами, як «Мертвий після прибуття» та його ремейком «Мертвий після прибуття», а також «Убити Білла».